# Papissot
Parlar papissot o palpissot, papissotejar o parlar zopez, en català es refereix a la pronúncia de les “s” i les “z” com consonants interdentals. És un so que no existeix en català però que alguns parlants, per la seva configuració anatòmica bucal, fan. El so que s'obté és una consonant fricativa dental sorda, que es representa a l'AFI amb el signe [θ]. Sol passar que, popularment, en parlar d'algú que pateix aquesta condició, hom pronuncïi deliberadament papi[θ]ot.

## En la cultura popular
La narradora del relat "Zerafina", de La meva Cristina i altres contes de Mercè Rodoreda, és palpissota.